# Gustav Eurén
Gustav Rickard Eurén, född 19 mars 1973 i Lidingö församling i Stockholms län, är en svensk estradör, låtskrivare, ekonom samt tingsmeriterad jurist. 

## Karriär
Gustav Eurén deltog tillsammans med  barndomsvännen Stefan Deak i TV-programmet På rymmen som sändes i TV4 under 1998. Tillsammans med Hjalle & Heavy hade de rekordet i antalet veckor på rymmen. 
Sommaren 1999 bildade Eurén och Deak gruppen Balsam Boys och deras sommarlåt "Här kommer sommaren" klättrade till fjärde plats på Tracks i P3 och till 15:e plats på hitlistan. Balsam Boys deltog även i Melodifestivalen 2000 med låten "Bara du och jag" som kom på 7:e plats. År 2003 skrev Gustav Eurén tillsammans med sin bror Karl Eurén och Niclas Arn melodifestivalbidraget "15 minuter" som framfördes av Brandsta City Släckers. Brandsta City Släckers tog sig till finalen där de slutade på nionde plats. 
Gustav Eurén skapade 2003 popduon Miio som 2003 och 2004 släppte två album. Miio blev 2003 års mest säljande debutantband[källa behövs] och erhöll två guldskivor och en platinaskiva. År 2004 skrev Gustav Eurén låten "En gång för alla" tillsammans med Karl Eurén och Niclas Arn. Låten framfördes i Melodifestivalen 2004 av Nina och Kim. År 2005 deltog Gustav Eurén för fjärde gången i Melodifestivalen, nu med låten "One Step Closer". Låten framfördes av gruppen B-boys International som bestod av Gustav Eurén, Peter Thelenius (Basic Element) och D-Flex. 
Gustav Eurén var en av upphovsmännen till 2007 års mest sålda singel Värsta Schlagern, som framfördes av Markoolio och Linda Bengtzing. Under 2008 deltog Gustav  Eurén i SVT-serien TV-stjärnan och slutade på sjunde plats. Sommaren 2008 startade han musikförlaget Renegade Songs. Renegade Songs har förlagt bland annat bidraget "Higher" i Melodifestivalen 2009. 
Eurén är utbildad slagverkare vid Musicians Institute, Los Angeles[källa behövs] och spelar bland annat i gruppen Basic Elements livesättning. Eurén har dubbla akademiska examina, dels en civilekonomexamen, dels en juristexamen vid Stockholms universitet, specialiserad inom immaterialrätt, medierätt samt skadeståndsrätt. Han är tingsmeriterad vid Norrtälje tingsrätt.[källa behövs]
Eurén skrev tillsammans med Niclas Arn och Karl Eurén låten "Kom", vilken Timoteij tävlade med i Melodifestivalen 2010 och där slutade på en femte plats i finalen.
Den 8 mars 2014 tävlade Gustav Eurén, Niclas Arn och Danne Attlerud i danska Dansk Melodi Grand Prix med låten "Your Lies". Låten framfördes av Rebekka Thornbech och slutade på en andra plats i finalen.
Han skrev, tillsammans med Niclas Arn och Danne Attlerud, bidraget "Break Me Up" som framfördes av Erika Selin i Eurosong 2015 (Irländska uttagningen till Eurovision Song Contest).  
Den 11 mars 2017 tävlade Eurén i Melodi Grand Prix Norge med låten "Nothing Ever knocked Us Over", vilken framfördes av gruppen In Fusion.
Euréns bolag Renegade Records STHLM producerade samt representerade Danmarks bidrag, Higher Ground, med Rasmussen i Eurovision 2018. Higher Ground slutade på en nionde plats i Eurovision samt erhöll bland annat svenska folkets 12-poängare. Higher Ground skrevs av Karl Euren och Niclas Arn.
Gustav Eurén tävlade som låtskrivare i Norges melodifestival 2018 med låten You Got Me, vilken slutade på en tredje plats i den s.k. Superfinalen.

## Låtar av Eurén

### Melodifestivalen
- 2000 – Bara du och jag med Balsam Boys, Svenne & Lotta (skriven tillsammans med Stefan Deak och Karl Eurén).
- 2003 – 15 minuter med Brandsta City Släckers (skriven tillsammans med Karl Eurén och Niclas Arn).
- 2004 – En gång för alla med Nina & Kim (skriven tillsammans med Karl Eurén och Niclas Arn).
- 2005 – One Step Closer med B-Boys International och Paul M (skriven tillsammans med David Seisay, Karl Eurén, Niclas Arn och Peter Thelenius).
- 2010 – Kom med Timoteij (skriven tillsammans med Karl Eurén och Niclas Arn).